# Coloratuur
Coloratuur is een reeks versieringen in de muziek, door snelle loopjes, sprongen, korte noten en tremolo's. De term wordt meestal gebruikt voor klassieke (eind 18e eeuw) en romantische (19e eeuw, vooral belcanto) vocale muziek en is dan vaak synoniem voor vocale virtuositeit, maar kan ook worden gebruikt voor instrumentale muziek.
Het woord is afkomstig van het Latijns-Italiaanse colorare = kleuren.
De sopraan is het meest geschikt voor het zingen van coloraturen (sopranen die zich hierin hebben gespecialiseerd heten coloratuursopranen), maar ook alle andere vrouwelijke en mannelijke stemsoorten kunnen zich de coloratuurtechniek meester maken.
Voorbeelden van bekende coloratuuraria's zijn de wraakaria van de koningin van de nacht in Mozarts Zauberflöte, de waanzinaria van Lucia in Lucia di Lammermoor van Gaetano Donizetti en de aria van Zerbinetta uit Ariadne auf Naxos van Richard Strauss. In het artikel Sopraan zijn lijsten opgenomen met lyrische en dramatische coloratuurrollen in opera's.

## Voorbeeld

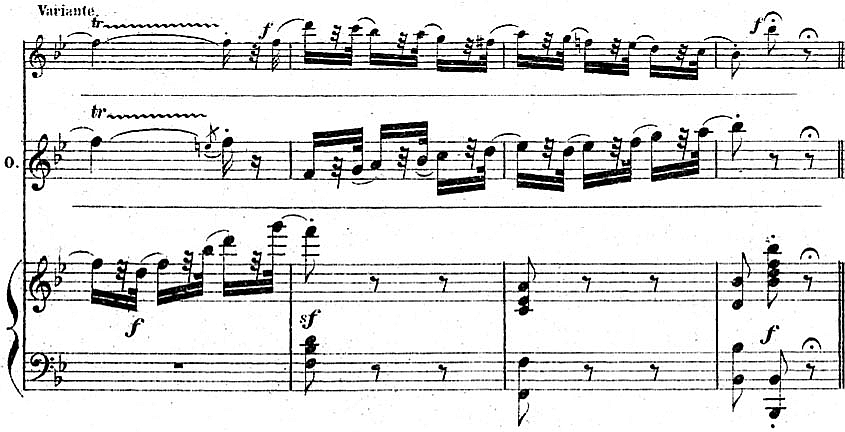
Voorbeeld van een coloratuurfragment voor een sopraanstem: de laatste cadens uit de Valse in het vierde bedrijf van Ambroise Thomas' opera Hamlet (1868). Het bevat een moeilijkere variant (bovenste notenbalk) met een sprong naar een hoge D (D6).